# Ени-Сураханы
Ени-Сураханы (азерб. Yeni Suraxanı) — посёлок городского типа в Азербайджане, расположенный в Сураханском районе города Баку.

## География
Посёлок Ени-Сураханы расположен на Апшеронском полуострове, в 3 км к северо-западу от Сураханы.

## Название
В прошлом, населённый пункт назывался посёлком имени Кирова, а в декабре 1992 года был переименован в Ени-Сураханы. Слово «yeni» («новый») в современном названии посёлка служит для дифференцирования от Сураханы.

## Транспорт
В посёлке расположена одноимённая железнодорожная станция.